# ساکن، یغناب
ساکَن (به لاتین: Sokan, Yaghnob) یک منطقهٔ مسکونی در تاجیکستان است که در ولایت سغد واقع شده‌است.

## خصوصیات
سوکان ۸ نفر جمعیت دارد و ۲٬۷۳۳ متر بالاتر از سطح دریا واقع شده‌است.